# 제리 멀리건

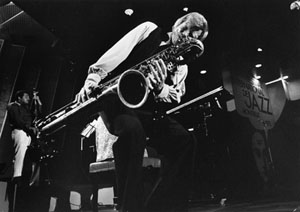

제리 멀리건(Gerry Mulligan, 1927년 4월 6일 ~ 1996년 1월 20일)은 미국의 재즈 색소포니스트, 작곡가이다.
해리 카네이가 계속 지배하였던 바리톤 색소폰의 세계에 쿨한 감각으로 소프트한 음빛깔을 지닌 멀리건의 출현은 1950년대의 초기에 큰 관심을 모았다. 멀리건은 초기의 재즈에도 밝고 때로는 딕시의 수법조차 모던한 감각으로 모디파이하였다. 편곡자로서도 일류이며, 빅 밴드를 구성한 적도 있으나 캄보에 가장 큰 매력을 발휘하였다.